# Хапачев
Хапачев (адыг. ХьэпашIэ) — хутор в Шовгеновском районе Республики Адыгея. Входит в состав муниципального образования «Хакуринохабльское сельское поселение».

## География
Хутор расположен в северной части Адыгеи, в 12 км к северу от районного центра Хакуринохабль и в 75 км к северо-востоку от города Майкоп.
Через хутор проходит региональная автодорога «Майкоп — Хакуринохабль — Киров». Ближайшие железнодорожные станции находится на расстоянии 42 км в станицах Гиагинской и Дондуковской.

## История
Хутор основан в 1884 году русскими казацкими поселенцами на месте одноимённого адыгского аула, переселившегося в Османскую империю. В ауле преимущественно жили Хапачевы, которые вынужденно покинули родину. 
По состоянию на 1 января 1927 года в хуторе Хапачев проживало 357 человек. Первый колхоз «Новый быт» был создан в 1930 году. Он имел свой кирпичный завод, занимался овощеводством, садоводством, животноводством, производством зерновых сельскохозяйственных культур, пчеловодством, имел свою кузню, плотничный цех и пилораму.

## Население
| 2002 | 2010 | 2013 | 2014 | 2015 | 2016 | 2017 |
| ---- | ---- | ---- | ---- | ---- | ---- | ---- |
| 258  | ↘217 | ↘215 | ↗216 | ↗220 | ↘214 | ↘211 |
| 2018 | 2019 | 2020 | 2021 | 2023 | 2024 |      |
| ↗216 | ↗218 | ↘217 | ↗249 | ↘247 | →247 |      |

По данным Всероссийской переписи населения 2021 года:
| Народ               | Численность, чел. | Доля от всего населения, % |
| ------------------- | ----------------- | -------------------------- |
| русские             | 227               | 91,16 %                    |
| адыги               | 11                | 4,42 %                     |
| таджики             | 6                 | 2,41 %                     |
| другие / не указано | 5                 | 2,01 %                     |
| всего               | 249               | 100,0 %                    |

## Инфраструктура
С 1920-х годов в Хапачеве действовала 4-классная начальная школа. С 1965 года Хапачевская начальная школа была объединена с Кировской начальной школой и преобразована в восьмилетнюю школу. Новое здание школы было выстроено силами жителей двух хуторов и с помощью колхоза. Эта школа работает в настоящее время.
После наводнения 2002 года на реке Лабе начато строительство школьного здания для детей хуторов Хапачева и Кирова. В 2019 году были открыты новая школа и детский сад.
С 1920-х годов работает фельдшерский пункт.

## Улицы
- Краснооктябрьская,
- Кузнечная,
- Лабинская,
- Лесная,
- Пролетарская,
- Садовая,
- Степная.